# Liriomyza clarae
Liriomyza clarae är en tvåvingeart som beskrevs av Beiger 1972. Liriomyza clarae ingår i släktet Liriomyza och familjen minerarflugor.
Artens utbredningsområde är Polen. Inga underarter finns listade i Catalogue of Life.